# Outils d'entretien du bonsaï
De nombreux outils sont nécessaires à l'entretien d'un bonsaï.
Voici certains d'entre eux, il s'agit des outils de base, c'est le minimum à posséder pour s'occuper correctement d'un bonsaï.

## Outils de taille
Les outils de taille sont les outils utilisés pour réaliser la taille de structure et d'entretien.
Il s'agit principalement de pinces à branches concaves, pour les plus grosses branches; de ciseaux, pour les branches secondaires plus fines et pour les feuilles, et de mastic (utilisé pour protéger l'écorce de l'arbre lors d'utilisation de méthodes telles que le jin et le shari)

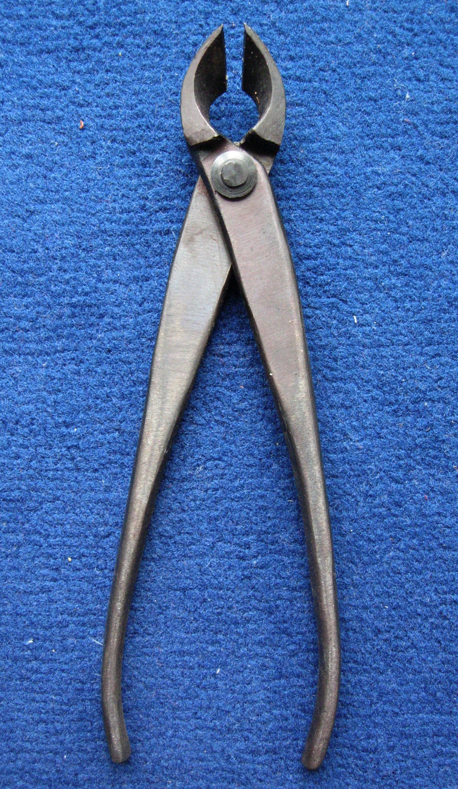
Pince concave
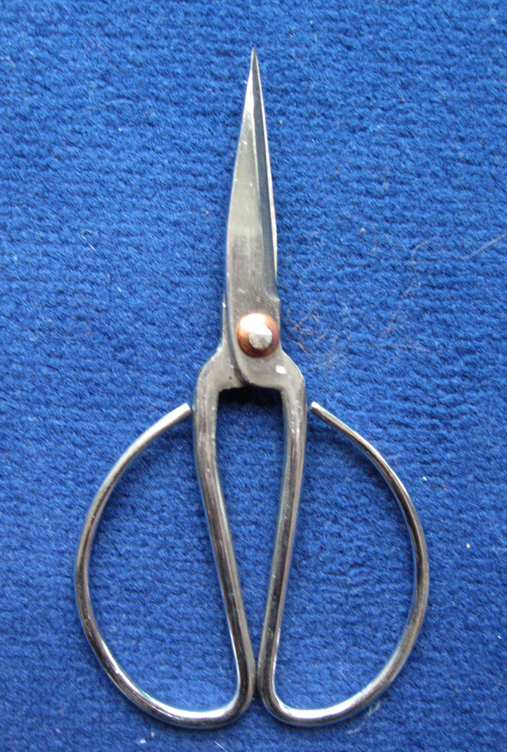
Ciseaux "à grandes oreilles"
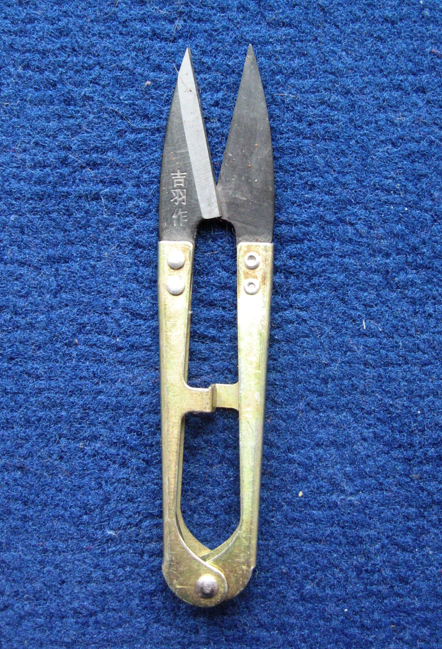
Ciseaux à feuille

## Outils pour ligature, nettoyage et rempotage
Les outils nécessaires pour la ligature sont :
- La pince coupe-fil, très semblable à la pince à branche concave ci-dessus
- La pince à fil (vous pouvez poser le fil à la main mais le résultat est généralement moins bon.)
- Le fil à ligature.

Les outils utilisés pour le nettoyage sont :
- Les pincettes, servant à attraper les insectes où les feuilles mortes...)
- Le balai.

Les outils utilisés pour le rempotage sont la griffe à rempotage et la pince à racines.

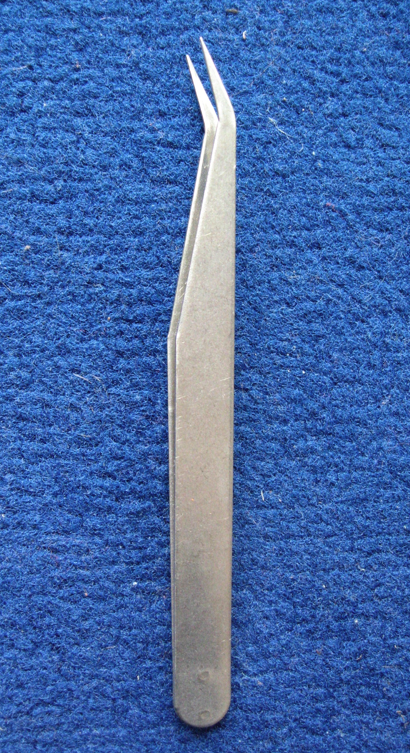
Pincette
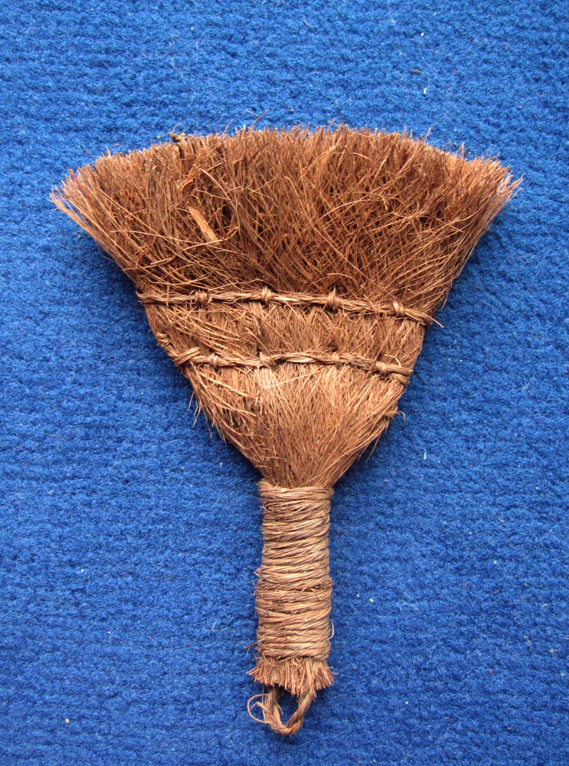
Brosse en coco
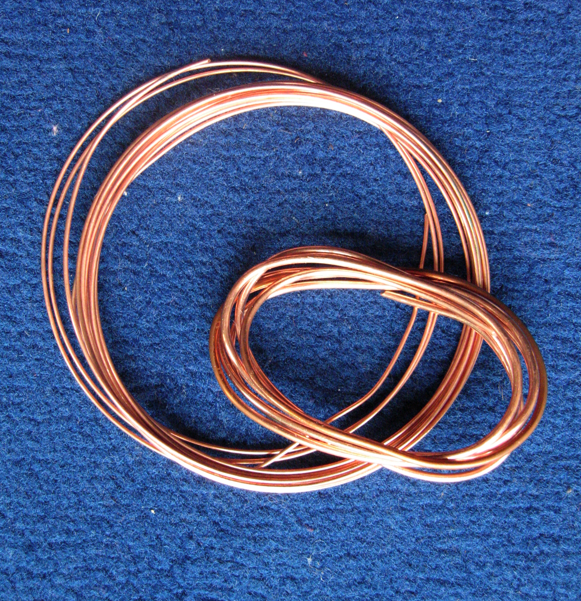
fil de différents diamètres

## Outils à Jin et à Shari
Le jin et le shari sont des techniques de vieillissement artificiel de l'arbre. Les outils utilisés pour ces techniques sont :
- Les couteaux à bois
- Les couteaux à écorcer
- Les gouges
- Les ciseaux à shari